# Фальшивий мангостин (Garcinia xanthochymus)
{{#ifeq:0|0|{{#if:|{{#if:Garciniaxanthochymus|[[]}}|}}}}
Garcinia xanthochymus, фальшивий мангостин, гамбож, жовтий мангостин, гімалайська гарцинія, кандіс кислий або кислий мангостин — це вид мангостину, що зустрічається в Індії, південному Китаї та Японії через Індокитай до півострова Малайзія на висотах від 0 до 1400 метрів. Рослини ростуть у вологих лісах долин або на пагорбах. Місцево відомий як дефол (defol) в Бенгалії, тепор тенга (tepor tenga) в Ассамі і хейрангой (hairangoi) в Маніпурі.
Належить до групи дерев, листя яких завжди зелене (вічнозелене), тобто вони не скидають листя восени. Дерево, висота якого коливається від 8 до 30 метрів. Його пов'язують з мангостаном і тамариндом

## Опис
Дерево, зазвичай, має висоту до 8-15 метрів.
Крона пірамідальної форми, головний стовбур прямостоячий, а гілки ростуть горизонтально. Подібно до дерева мангостану, кора тамариндового дерева (фальшивого мангостину) сіро-чорна, клейко-жовта або коричнево-жовта.
Листя від довгастої до ланцетної форми 15,4-30,5 см x (4-)6-12 см. Черешки міцні 1,5-2,5 см завдовжки. Квітки зеленувато-білі, однодомні зібрані в щільні кисті по 4-10 штук діаметром 1,3 см.
Плоди злегка округлі, звужені, діаметром від 5 до 9 см, блідо-помаранчеві або насичено-жовті, містять жовту м'якоть і близько 5 насінин. Насіння довгасте або яйцеподібне, коричневе. Однак сорти, які ростуть на острові Суматра, особливо Південна Суматра, дають плоди округлої форми з увігнутими всередину кінчиками плодів, злегка липкі, колір стиглих плодів від жовтого до жовто-коричневого. Молоді плоди світло-зелені. Плід складається з шкірки і 4-5 насінин, кожне вкрите м'якоттю. Рослини цвітуть з березня по травень, а плоди утворюються приблизно з серпня по листопад.

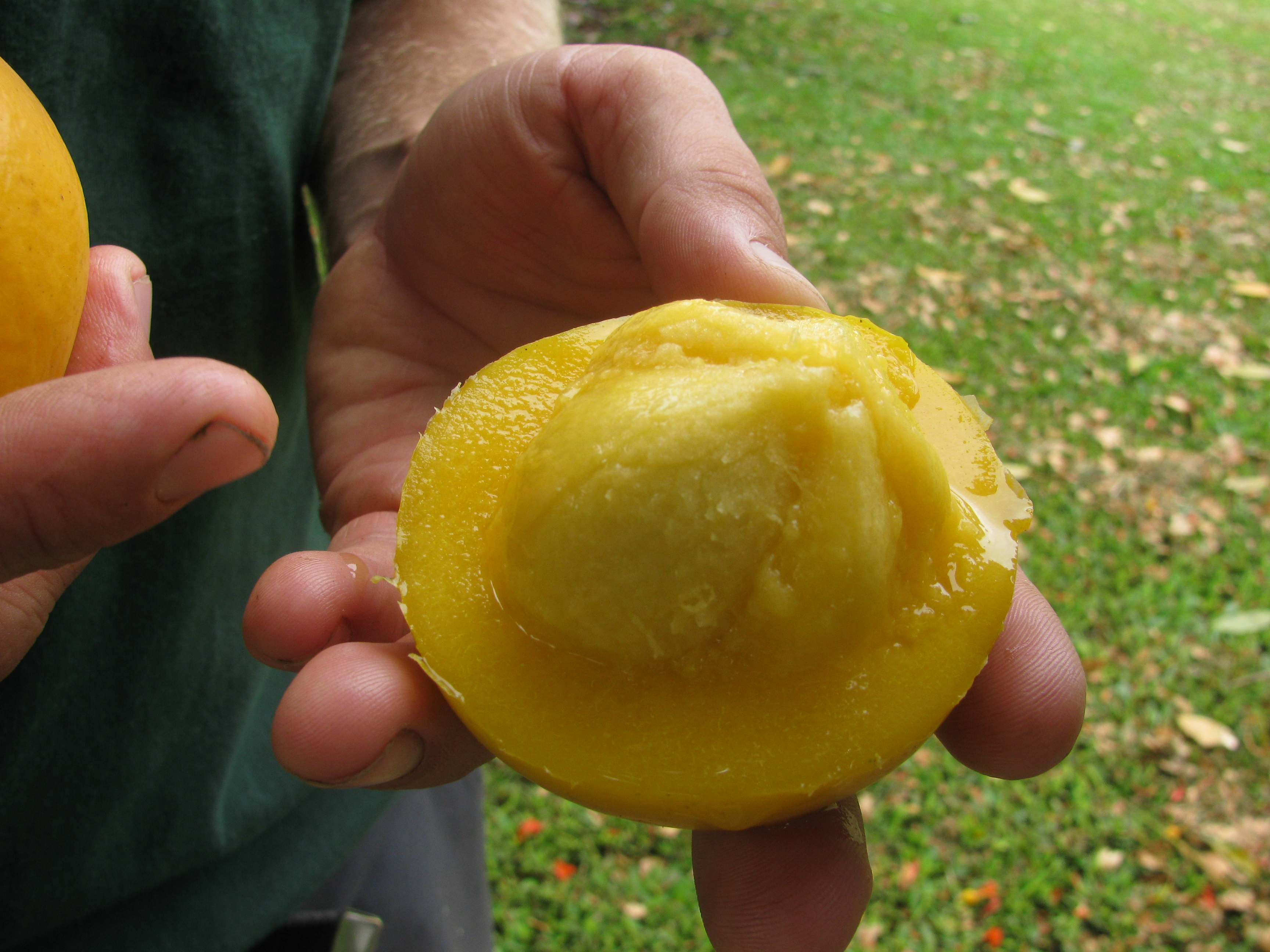
М'якоть плоду
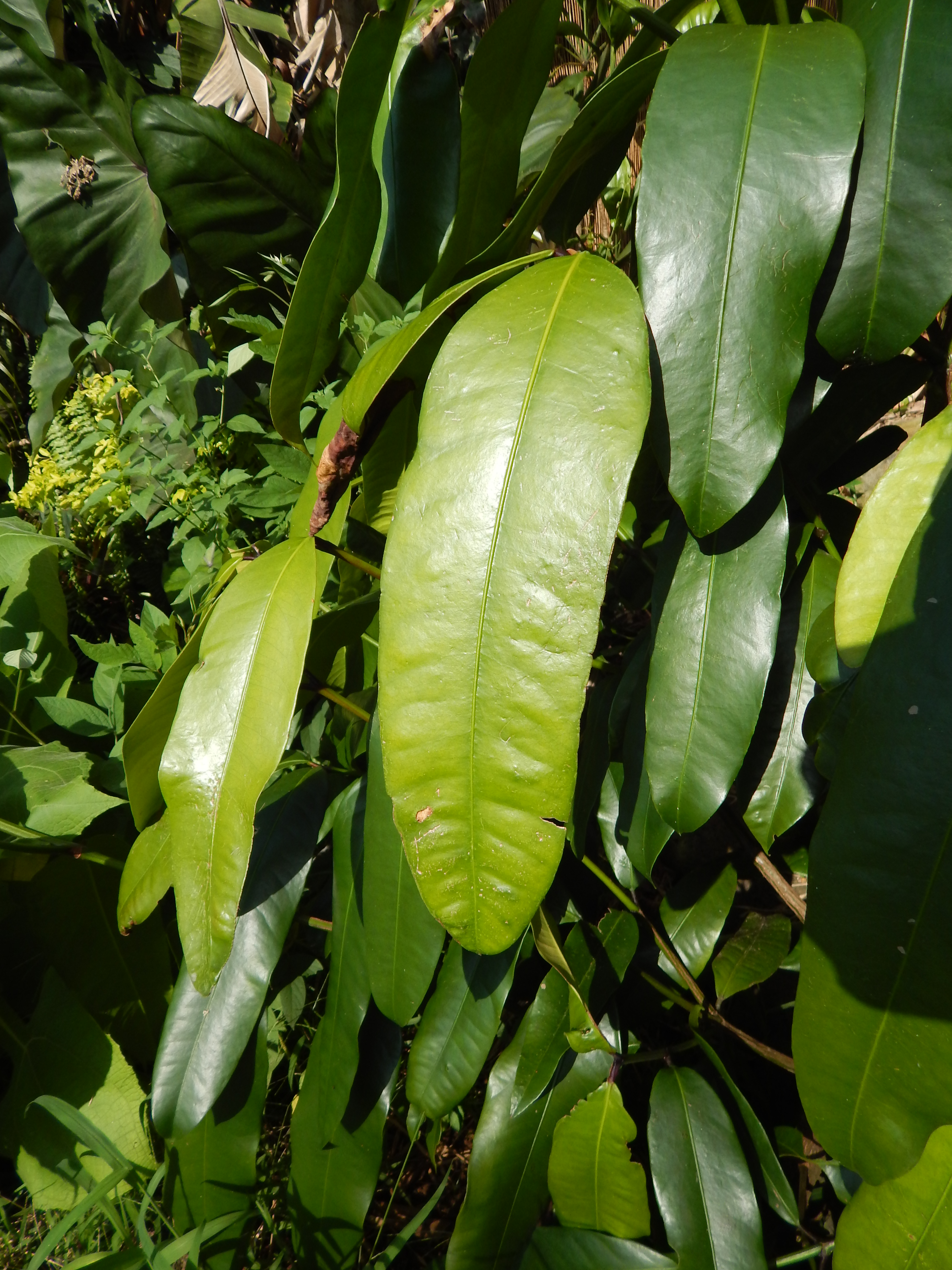
Листя
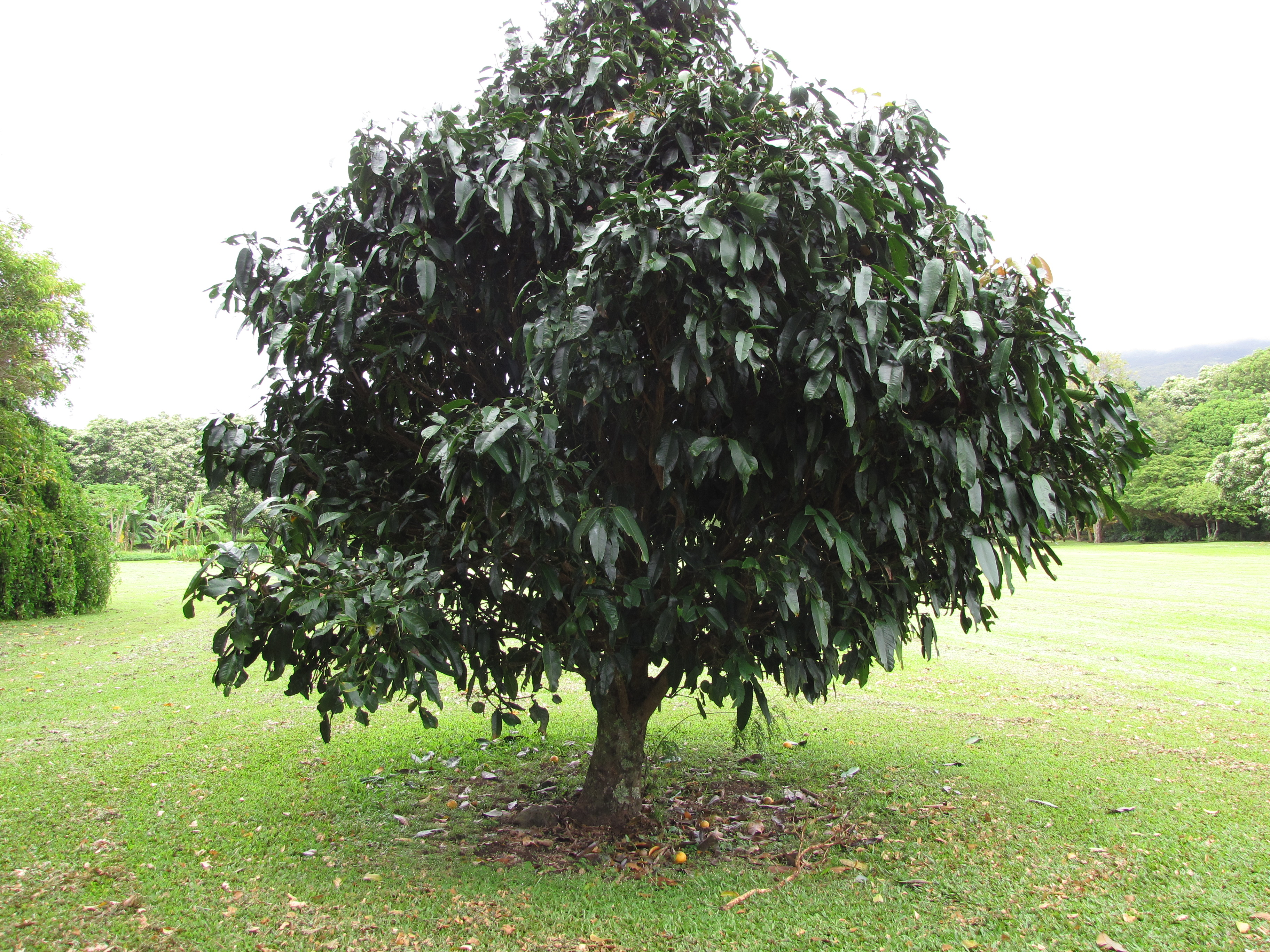
Загальний вигляд рослини
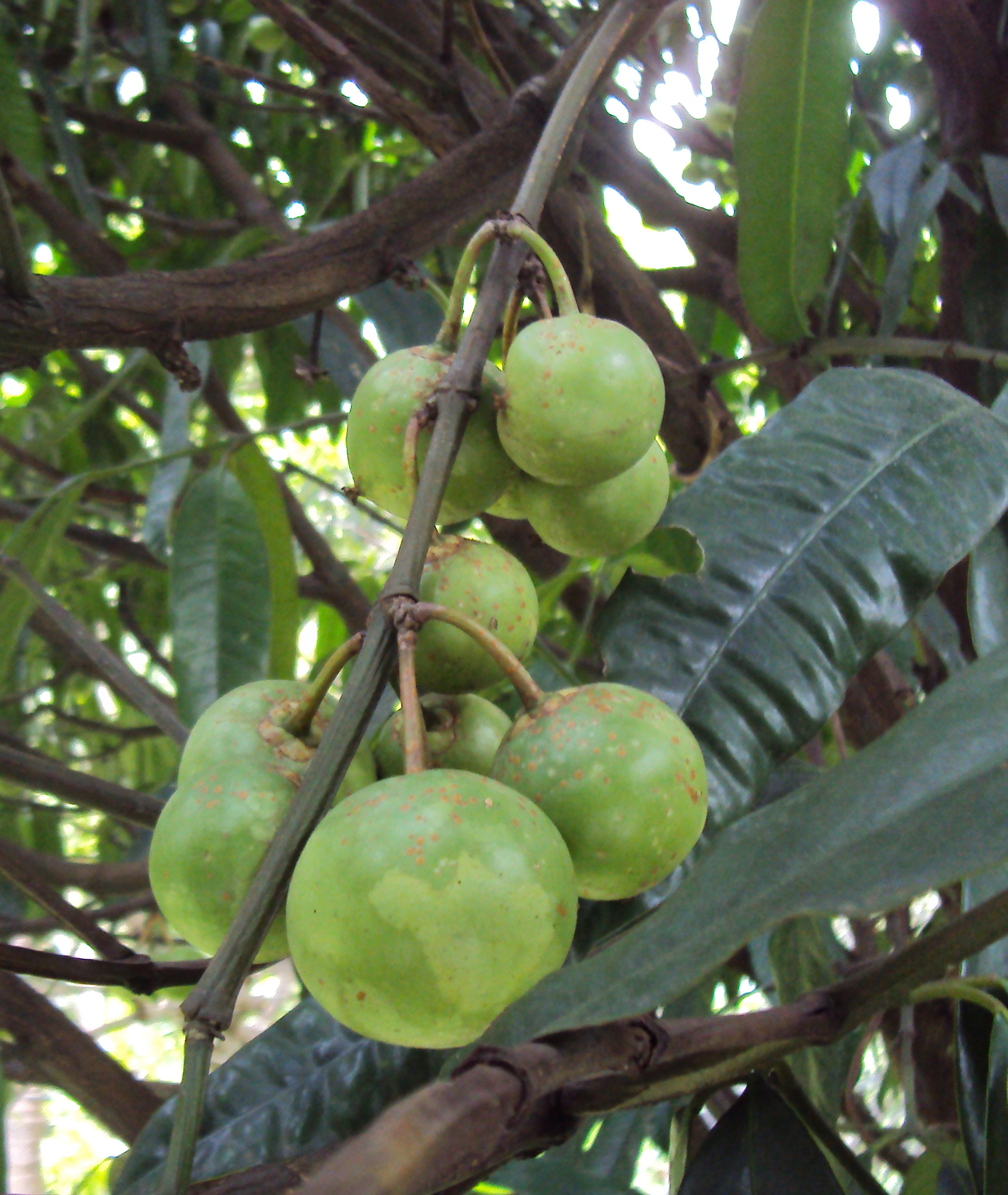
Незрілі плоди